# Raïon de Volgodonsk
Le raïon de Volgodonsk (en russe : Кагальницкий райо́н, Volgondonski raïon) est une subdivision de l'oblast de Rostov, en Russie. Son centre administratif est la stanitsa Romanovskaïa.

## Géographie
Le raïon de Volgodonsk couvre 1 479 km2 et est situé à l’est de l’oblast de Rostov, au sud-ouest du réservoir de Tsimliansk.

## Histoire
Le raïon est créé en 1983 à partir d’une partie du raïon de Tsimliansk.

## Population
La population de ce raïon s'élevait à 34 249 habitants en 2016.

## Subdivisions territoriales
Le raïon comprend sept communautés rurales :
- Communauté rurale de Dobrovolskoïe
- Communauté rurale de Doubentsovskaïa
- Communauté rurale de Pobeda
- Communauté rurale de Potapov
- Communauté rurale de Progress
- Communauté rurale de Romanovskaïa
- Communauté rurale de Riabytchev